# Las Veredas
Las Veredas är en ort i Mexiko.   Den ligger i kommunen Los Cabos och delstaten Baja California Sur, i den västra delen av landet, 1 200 km väster om huvudstaden Mexico City. Las Veredas ligger 79 meter över havet och antalet invånare är 10 478.
Terrängen runt Las Veredas är platt åt sydost, men åt nordväst är den kuperad. Runt Las Veredas är det glesbefolkat, med 20 invånare per kvadratkilometer. Närmaste större samhälle är San José del Cabo, 10,2 km söder om Las Veredas. Omgivningarna runt Las Veredas är i huvudsak ett öppet busklandskap.